# Le Clochard
Pour plus de détails, voir Fiche technique et Distribution.
Le Clochard (Der Stadtstreicher) est un court métrage allemand réalisé par Rainer Werner Fassbinder, sorti en 1966.
Le film est un hommage au film d'Éric Rohmer, Le Signe du lion.

## Synopsis
Un clochard trouve un pistolet dans la rue.

## Fiche technique
- Titre : Le Clochard
- Titre original : Der Stadtstreicher
- Réalisation : Rainer Werner Fassbinder
- Scénario : Rainer Werner Fassbinder
- Photographie : Michael Fengler et Josef Jung
- Pays d'origine : Allemagne de l'Ouest
- Format : noir et blanc - mono
- Genre : court métrage
- Durée : 10 minutes
- Date de sortie : 1966

## Distribution
- Christoph Roser : Clochard
- Susanne Schimkus : Serveuse
- Michael Fengler : Homme
- Thomas Fengler : Homme
- Irm Hermann : Frau Pigue